# Мак Кінь Тьі
Мак Кінь Тьі (д/н—1593) — 7-й імператор Дайв'єту з династії Мак в 1592—1593 роках.

## Життєпис
Старший син вионга Мак Кінь Діена, що тривалий час був фактичним правителем держави. У грудні 1592 року після поразки і загибелі імператора Мак Мау Хопа втік до повіту Тханлам (сучасний Намшать провізинцій Хайзионг). Невдовзійого зверхністьвизнавінший імператор з династії Мак — Тоан.
Мак Кінь Тьї зумів зібрати 16-17 тис. вояків, підійшовши до столиці Донгкінь. біля якої зазнавніщивної поразки від військ Ле. Потрапив у полон до тюа (князя) Чінь Тонга, який наказав стратити Мак Кінь Тьї та інших представників династії Мак.
В Каобанзі продовжив діяти молодший брат Мак Кінь Тьї — Мак Кінь Кунг.